# Грубник Юрій Володимирович
Ю́рій Волод́имирович Гру́бник (* 1953) — лікар-хірург. Доктор медичних наук (1996), професор (2004).

## З життєпису
Народився 1953 року в місті Одеса. Брат В. Грубника. Закінчив Одеський медичний інститут (1976).
Працював лікарем (1980—1985); співорганізатор та завідуючий Одеського центру шлунково-кишкових кровотеч і сумісної травми (1986—1988); відтоді — в Одеському медичному університеті.
Від 2004 — професор кафедри факультету хірургії.
Наукові напрями:
- органощадні операції для лікування виразки дванадцятипалої кишки,
- методи ендоскопічного гемостазу для лікування шлунково-кишкових кровотеч,
- лазерні операції на шлунку і дванадцятипалій кишці у хворих з кровотечами з гастродуоденальних виразок,
- малоінвазивні та лапароскопічні операції на шлунку, дванадцятипалій кишці, стравоході та жовчному міхурі.

## Серед робіт
- «Роль ендоскопії при лікуванні виразкових шлунково-кишкових кровотеч»; 1988 (співавтор);
- «Застосування лазеної техніки при хірургічному лікуванні виразкової хвороби»; 1990 (співавтор);
- «Сучасні методи лікування виразкової хвороби», 2002 (співавтор);
- «Довідник по онкології», 2003 (співавтор);
- «Хірургічні хвороби», 2003.